# Ужовка (приток Плюссы)
Ужовка — река в России, протекает в Псковской области, Плюсском и Гдовском районах. Истоки находятся у оз. Ужово (Большое), в самом начале протекает через оз. Михеево. На реке находятся деревни Заозерье, Тупицыно и Верховье 1-е Чернёвской волости Гдовского района. Устье реки находится в 106 км по левому берегу реки Плюсса. Длина реки составляет 12 км.

## Данные водного реестра
По данным государственного водного реестра России относится к Балтийскому бассейновому округу, водохозяйственный участок реки — Нарва, речной подбассейн реки — подбассейн отсутствует. Относится к речному бассейну реки Нарва (российская часть бассейна).
По данным геоинформационной системы водохозяйственного районирования территории РФ, подготовленной Федеральным агентством водных ресурсов:
- Код водного объекта в государственном водном реестре — 01030000412102000027205
- Код по гидрологической изученности (ГИ) — 102002720
- Код бассейна — 01.03.00.004
- Номер тома по ГИ — 2
- Выпуск по ГИ — 0